# Костадин Дерменджиев
Костадин Кръстев Дерменджиев е български политик, деец на Българския земеделски народен съюз.

## Биография
Костадин Дерменджиев е роден в драмското село Калапот, което тогава е в Османската империя. След като Калапот попада в Гърция след Междусъюзническата война в 1913 година Дерменджиев се установява в Неврокоп. Става член на БЗНС и е сред тези дейци на партията, които търсят сътрудничество с БКП. Участва активно в конфликта на БЗНС с Вътрешната македонска революционна организация.
След Деветоюнския преврат е арестуван, откаран в София и разстрелян от дейци на ВМРО.